# Cranganore
Cranganore ou Kodungallur (malayâlam : കൊടുങ്ങല്ലൂര്‍) une ville de l'État du Kerala en Inde, dans le district de Thrissur, sur la Côte de Malabar, entre Thrissur et Cochin.

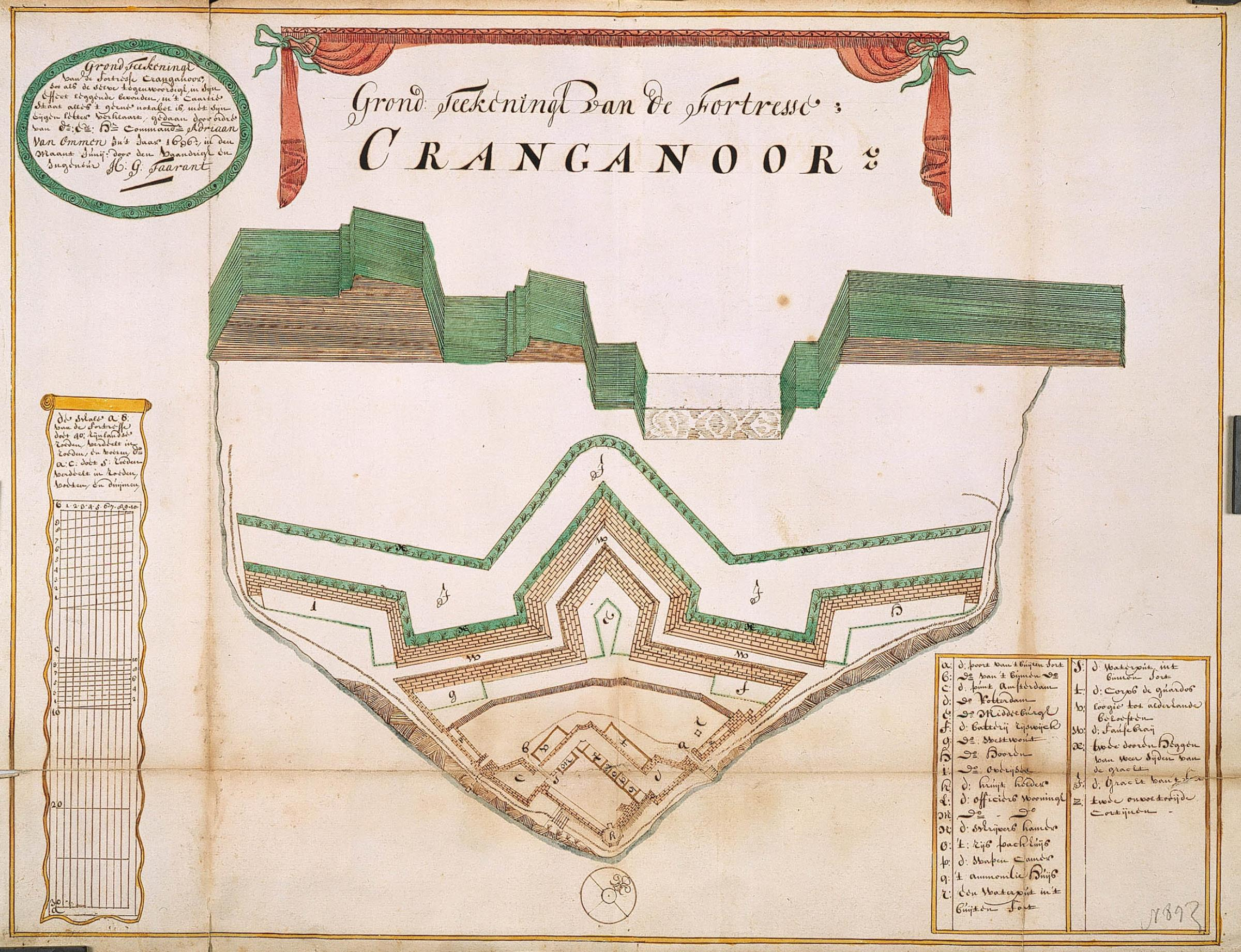
Plan du fort de Cranganore en 1786, Archives nationales (Pays-Bas).

## Géographie
Cranganore est située à une trentaine de kilomètres au nord de Cochin sur la côte de Malabar et à 50 au sud de Thrissur.

## Histoire
La ville de Muziris, bien connue dans l’Antiquité, est peut-être cette ville.
C’est dans cette ville que l’apôtre Thomas est censé avoir débarqué en Inde pour évangéliser les populations locales. La tradition indique qu’il commença cette tâche par la communauté juive qui s’y trouvait.
Les commerçants musulmans sont présents depuis longtemps dans la ville, qui s’enorgueillit de posséder la plus vieille mosquée construite sur le territoire indien (629).
Cranganore fut la capitale de la dynastie Chera qui unifia le Kérala au Xe siècle. Vers cette époque, il existait chez les juifs indiens le mythe d'un royaume juif dans cette ville, nommé alors Shingli — ou peut-être dans ses faubourgs : Kodungallur Kovilakam (en), Puthen Kovilakam (en).
La ville subit en 1341 une crue du fleuve Periyar rendant le port impropre au commerce. C'est à partir de cette date que les membres de la communauté juive vont commencer à émigrer à Cochin. Après plus de deux millénaires d'activités commerciales, la ville ne s'en releva pas.

## Lieux et monuments
- Le fort de Cranganore : construit par les Portugais en 1523. Les Néerlandais en prennent possession en 1661 puis il passe sous le contrôle de Tipû Sâhib. Aujourd'hui, ses ruines sont également connues sous le nom de "fort de Tipû Sâhib".
- L'église de Saint-Thomas : supposée bâtie sur les lieux où saint Thomas mit le pied en Inde.
- La mosquée Cheruman : réputée être la plus ancienne (629) sur le sol indien.

## Personnalités
- Joseph Rabban (XIe siècle)
  - Plaques en cuivre de Cochin (en)	(Dynastie Chera)